# Willy Koninckx
Alphonsius Anna Elisabeth Willebrordus Joannes (Willy) Koninckx (Antwerpen, 27 augustus 1900 - aldaar, 15 augustus 1954) was een Belgisch redacteur en politicus voor de Liberale Partij.

## Levensloop
Koninckx begon zijn beroepsloopbaan als ambtenaar van de stad Antwerpen. Hij was er secretaris van de liberale schepen Eric Sasse. Rond de jaren dertig werd hij redacteur van Le Matin, waarvan hij bij het opnieuw verschijnen in 1944 hoofdredacteur werd. Hij werd ook voorzitter van de Belgische vereniging van liberale journalisten.
Tijdens de oorlog gaf hij informatie door aan inlichtingendiensten die ze aan Londen bezorgden. Van de Zweedse consul kreeg hij Zweedse dagbladen, waarop hij zich baseerde om bijdragen te schrijven in het sluikblad De Vrijheid.
In 1949 werd hij verkozen tot volksvertegenwoordiger voor de liberale partij in het arrondissement Antwerpen en vervulde dit mandaat tot in 1954. In het parlement sprak hij steeds in het Frans.
Hij was vooral bekend als letterkundige. Tevens werkte hij mee aan het tijdschrift Lumière van Roger Avermaete en aan het dadaïstische Ça ira. In Brussel publiceerde hij veel bij La Renaissace de l'Occident.

## Publicaties
- Pêle-Mêle, poésies, Brussel, 1924.
- Lanseloet de Danemark, adaptation en langue française de la moralité néerlandaise du XIVe siècle, Brussel, 1924.
- Emigrants, dichtbundel, 1924.
- Guido Gezelle, Brussel, 1924.
- Bibliographie de Charles de Coster, Brussel, 1927.
- La Mort d'Isabelle, récit, Antwerpen, 1931.
- Twee kostbare Liederboeken. Een inventaris van 394 Vlaamsche volksliederen uit de XVIIIe en XIXe eeuw, Ledeberg, 1931.
- Puberté, roman, Brussel, 1931.
- Lettre nordique, Antwerpen, 1932.
- Dertig jaar in dienst van de Kunst. Overzicht van de werking van 'Kunst van Heden' van de stichting af tot 1935, Antwerpen, 1935.
- Cabinet secret, Antwerpen, 1938.
- Portrait de Permeke, Antwerpen, 1938.
- Le portrait dans l'oeuvre d'Antoine Wiertz, Brussel, 1942.
- Trois peintres anversois: Charles Verlat, Piet Verhaert, Charles Mertens, Brussel, 1945.
- De schilder Felicien Rops, Brussel, 1945.
- Les amis étrangers de Rubens, Brussel, 1947.
- Eric Sasse, courtier maritime, échevin de la ville d'Anvers, 1885-1943, Antwerpen, 1948.

- Bibliothèque nationale de France: cb131873796 (data)
- Digitale Bibliotheek voor de Nederlandse Letteren: koni006
- International Standard Name Identifier: 0000 0000 0692 3771
- Library of Congress Control Number: no2012104121
- Nederlandse Thesaurus van Auteursnamen: 074347640
- Système universitaire de documentation: 035405880
- Virtual International Authority File: 17363778
- WorldCat: E39PBJbGYVcMVkcGKmw6BHH9jC